# Jacob Leonard König
Jacob Leonard König, född 31 oktober 1728 i Stockholm, död 13 december 1804 i Karlskrona, var en svensk militär och adelsman. Han var en av de ledande militärerna vid Gustav III:s statskupp den 19 augusti 1772 och skrev en hemlig rapport om händelseförloppet.

## Biografi
König föddes som son till direktören vid Svenska Ostindiska Companiet Henrik König och dennes hustru Petronella Schaeij. Fadern dog dock redan 1736 och hans mor gifte 1741 om sig med kammarherren och medlemmen av Hattpartiet, Olof Benjamin Ehrencreutz. Som 19-åring den 18 juni 1747 antogs han som volontär vid Livgardet, och den 12 november samma år blev han befordrad till rustmästare. Sedan följde befordringarna relativt snabbt, han blev sergeant den 18 april 1749 för att redan den 9 maj samma år bli fänrik och därmed officer.
Han blev löjtnant 1754 samt regementskvartermästare 1760 innan han den 23 augusti 1763 bli kapten. Han stödde Gustav III vid dennes statskupp den 19 augusti 1772, och som belöning för sitt stöd befordrades han av kungen den 12 september det året till överste. Slutligen blev han sekundchef och därmed regementschef för livgardet den 29 april 1774 och han fick avsked den 1 maj 1776.
König dog i Karlskrona den 13 december 1804.

### Familj
König gifte sig den 24 augusti 1779 i Barkestorp med Lovisa Dorotea von Essen af Zellie (1732-1799). Paret var barnlösa.

## Gustav III:s statskupp
- Wikisource har originalverk som rör Jacob Leonard König.

König skrev på Gustav III:s uppdrag ner en rapport om de händelser som skett under revolutionen 1772, eller som han själv skrev i inledningen:
| ” | Säker relation om förloppet av den 19 Augusti 1772, rörande den märkvärdiga och lyckliga regerings-förändringen uti Sverige, författad utur pålitlig journal till framtida häfvdatecknares säkerhet, ingiven till Konung Gustaf III. | „ |

## Utmärkelser
- Riddare av Svärdsorden - 29 januari 1767